# قائمة رائدات الحركة النسائية في مصر
هذه قائمة لنساء رائدات في الحركة النسائية في مصر:
- إستر فانوس
- أمينة السعيد
- حكمت أبو زيد
- درية شفيق
- سهير القلماوي
- صفية زغلول
- عائشة راتب
- عائشة عبد الرحمن
- فوزية عبد الستار
- مفيدة عبد الرحمن
- ملك حفني ناصف
- نبوية موسى
- نعمات أحمد فؤاد
- نوال السعداوي
- هدى شعراوي
- حواء إدريس
- سيزا نبراوى